# Восточный Большой Багама
Восточный Большой Багама (англ. East Grand Bahama) — район Багамских Островов, расположенный в восточной части острова Большой Багама.
Административным центром района является Хай-Рок (High Rock), относительно небольшой городок. Он находится примерно в 64 км к востоку от города Фрипорт и в 32 км от самого восточного населённого пункта — Маклинс-Тауна (McLeans Town). Другие населённые пункты района Восточный Большой Багама: Роки-Крик (Rocky Creek), Пеликан-Пойнт (Pelican Point), Гамбье-Пойнт (Gambier Point) и Свитинг-Ки (Sweeting Cay).
В течение многих лет Военно-воздушные силы США эксплуатировали радиолокационную станцию сопровождения ракеты в окрестностях Хай-Рока, которая, в основном, занималась слежением за всеми пусками с Мыса Канаверал (штат Флорида) и за пилотируемыми космическими аппаратами НАСА. Станция в настоящее время используется в качестве производственной базы багамской киностудии «Голд Рок Крик Энтерпрайзес» (Gold Rock Creek Enterprises), где велись съёмки фильмов Пираты Карибского моря: Сундук мертвеца и Пираты Карибского моря: На краю света. Багамская киностудия (Bahamas Film Studios) располагает одной из крупнейших в мире площадок для съёмок на открытой воде, наряду с производственными и вспомогательными помещениями, такими как склады для реквизита, костюмерные цеха и прочие крытые помещения. Студия ещё строится, со временем там появятся современные звуковые киносъёмочные павильоны, монтажные и международная практическая киношкола.

## Административное деление

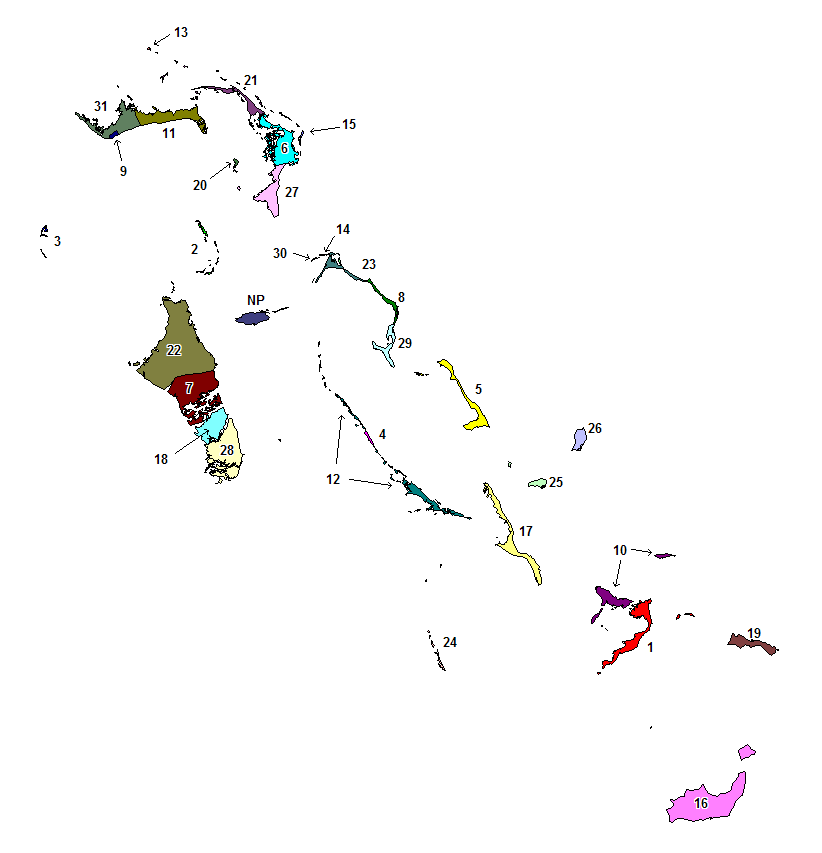
Карта районов Багамских островов

Восточный Большой Багама — один из 32 районов Багамских островов. На карте он обозначен номером 11. Административный центр Района — небольшой городок Хай-Рок (High Rock).